# Adrian Bentzon
Christopher Adrian Ernst Weis Bentzon (2 juni 1929 – 1 januari 2013) was een Deens jazz-pianist, bandleider en componist in de hotjazz.
Bentzon was een van de oprichters van de jazzclub Montmartre in Kopenhagen en speelde in die stad in de jaren vijftig, begin jaren zestig een rol in de revival van de dixieland-jazz. Hij had een eigen band, waarmee hij onder meer Amerikaanse musici als Albert Nicholas, Bill Coleman, Muggsy Spanier en Mezz Mezzrow begeleidde. Ook nam hij in die tijd verschillende ep's op voor Storyville Records. In de periode 1969-1973 was hij pianist van de Theis/Nyegaards Jazzband. Hij had een kwartet maar trad ook als solist op. Hij componeerde muziek voor de film Hemmelig Sommer van Thomas Winding (1969). Tevens was hij werkzaam als muziekleraar en rector. Bentzon is de vader van de jazzmuzikant, componist en acteur Aske Bentzon.
- Library of Congress Control Number: no2008128244
- MusicBrainz: 3e7ea78a-8dc7-46d9-b8df-77f549e4f10e
- Virtual International Authority File: 76136306
- WorldCat: E39PBJmDggyphc9rggvTq3BgKd